# Grand Prix de Fourmies 1994
Il Grand Prix de Fourmies 1994, sessantaduesima edizione della corsa e valida come evento del circuito UCI categoria 1.1, si svolse l'11 settembre 1994, per un percorso totale di 210 km. Fu vinto dall'italiano Andrea Tafi che giunse al traguardo con il tempo di 5h04'30" alla media di 41,379 km/h.
Partenza con 175 ciclisti, dei quali 103 portarono a termine la gara.

## Ordine d'arrivo (Top 10)
| Pos. | Corridore           | Squadra         | Tempo    |
| ---- | ------------------- | --------------- | -------- |
| 1    | Andrea Tafi         | Mapei-Clas      | 5h04'30" |
| 2    | Gianluca Bortolami  | Mapei-Clas      | a 9"     |
| 3    | Gianluca Gorini     | Jolly Componib. | a 11"    |
| 4    | Giovanni Fidanza    | Polti-Vaporetto | s.t.     |
| 5    | Mario Traversoni    | Carrera         | s.t.     |
| 6    | Frédéric Moncassin  | Wordperfect     | s.t.     |
| 7    | Maximilian Sciandri | GB-MG Maglific. | s.t.     |
| 8    | Wilfried Nelissen   | Novemail        | s.t.     |
| 9    | Wim Omloop          | Lotto-Caloi     | s.t.     |
| 10   | Adrie van der Poel  | Collstrop       | a 58"    |